# 莫斯 (阿拉巴马州)
莫斯（英語：Mosses），是美国阿拉巴马州下属的一座城市。面积约为4.74平方英里（约合12.27平方公里）。根据2010年美国人口普查，该市有人口1,029人，人口密度为217.13/平方英里（约合83.86/平方公里）。